# 엄흥섭
엄흥섭(嚴興燮, 1906년- ? )은 충남 논산 출생이자 시인이다.
경남 도립사범학교를 졸업했다. 1929년 KAPF 가맹, <조선문예> 1호에 시 <세거리로>를 발표하여 등단하였다. 1951년 월북하였다. 주요 작품으로 <파산 선고>, <온정주의자>, <숭어>, <방울 속의 참소식>이 있다,
<야생초> 등을 발표하였다. 그는 동반자적인 경향의 현실참여와 계급주의적인 작가로 알려져 있다.